# Hybomys
A Hybomys az emlősök (Mammalia) osztályának a rágcsálók (Rodentia) rendjébe, ezen belül az egérfélék (Muridae) családjába tartozó nem.

## Rendszerezés
A nembe az alábbi 2 alnem és 6 faj tartozik:
- Hybomys Thomas, 1910
  - kameruni erdeipatkány (Hybomys badius) Osgood, 1936 - szinonimája: Hybomys eisentrauti
  - biokói erdeipatkány (Hybomys basilii) Eisentraut, 1965
  - holdas erdeipatkány (Hybomys lunaris) Thomas, 1906
  - Peter-erdeipatkány (Hybomys univittatus) Peters, 1876 - típusfaj
- Typomys Thomas, 1911
  - Hybomys planifrons Miller, 1900
  - Hybomys trivirgatus Temminck, 1853